# Libra (romanzo)
- Il diciotto ottobre, - rispose Lee.

- Libra, la bilancia,

- L'equilibrio,

La notizia parve fornire loro tutte le informazioni di cui avevano bisogno. […] Quelli della bilancia. Alcuni sono positivi, padroni di sé, equilibrati, con la testa a posto, saggi e rispettati da tutti. Altri invece sono negativi, cioè piuttosto instabili, impulsivi. Tanto, ma tanto, ma tanto influenzabili. Propensi a spiccare il salto pericoloso. In entrambi i casi, la chiave è l'equilibrio.»
(Don DeLillo, Libra)
Libra è un romanzo di Don DeLillo, pubblicato nel 1988. DeLillo descrive la vita di Lee Harvey Oswald e fornisce una ricostruzione fittizia della sua partecipazione alla cospirazione della CIA per assassinare il Presidente degli Stati Uniti John Fitzgerald Kennedy. L'opera mescola verità storica e supposizioni finzionali.
Libra ricevette apprezzamenti critici e DeLillo ottenne il primo International Fiction Prize, promosso da The Irish Times, oltre a ricevere nel 1988 la candidatura per il National Book Award per la Fiction. James Ellroy ha citato Libra come una fonte di ispirazione per il suo romanzo American Tabloid, che indaga anch'esso sulle cause dell'omicidio di Dallas.

## Trama
(Don DeLillo, Libra)
La narrazione è strutturata su più piani paralleli, alternando scene della vita di Oswald con quelle dell'ideazione ed evoluzione del complotto contro la vita di Kennedy e con una serie di intrecci secondari, che nel finale tendono ad unificarsi.
Nella parte biografica DeLillo racconta gli episodi salienti della vita di Oswald, dalla sua infanzia spesa fra New York, New Orleans e Dallas, al suo arruolamento nei Marines, alla sua fuga in Unione Sovietica (dove si sposa ed ha una figlia), al suo ritorno negli Stati Uniti ed in particolare a Dallas, dove prende parte all'uccisione del Presidente e dove viene ucciso pochi giorni dopo il suo arresto.
La congiura contro Kennedy invece viene ordita da persone legate alla CIA e agli esuli cubani anti-comunisti che nel 1961 avevano tentato di rovesciare Fidel Castro con l'invasione della Baia dei Porci. Secondo costoro l'assassinio di Kennedy avrebbe inevitabilmente portato ad un'invasione americana di Cuba.
Il romanzo mescola fatti e personaggi storici con elementi fittizi. In una nota alla fine del libro, l'autore scrive di non aver "fatto alcun tentativo di fornire risposte concrete alle domande poste dall'assassinio".

## Edizioni italiane
- Libra. Lee H. Oswald e il complotto per l'assassinio del Presidente Kennedy, traduzione di A. Micheluzzi e C. Micillo, Napoli, Tullio Pironti Editore, ottobre 1989. - I° ristampa, Prefazione di Fernanda Pivano, Pironti, 1999, ISBN 978-88-793-7160-5.
- Libra, traduzione di Massimo Bocchiola, Collana Supercoralli, Torino, Einaudi, 2000, ISBN 978-88-061-4726-6. - Collana Einaudi Tascabili n.1006, Einaudi, 2002, ISBN 978-88-061-6336-5; Collana ET Scrittori, Einaudi, 2008-2016, ISBN 978-88-062-3099-9; Prefazione di Emanuele Trevi, Collana Americana n.2, Milano, Corriere della Sera-RCS MediaGroup, 2023, ISBN 977-18-257-8833-6.

## Influenza culturale
Gran parte dei personaggi e dei fatti descritti in Libra sono presenti anche nel film JFK - Un caso ancora aperto di Oliver Stone, per quanto questo non sia ufficialmente basato sul libro.